# الجريدة الرسمية (مصر)
الجريدة الرسمية والوقائع المصرية وهي أقدم جريدة رسمية في الشرق الأوسط، فقد تأسست عام 1828 وساهم في تحريرها وقتئذ قادة الحركة الفكرية في البلاد.
تصدر الجريدة الرسمية يوم الخميس من كل إسبوع ويجوز في الحالات العاجلة إصدار أعداد غير عادية.

## المواد التي تنشر بها[1]
1. القوانين .
2. القرارات الجمهورية بقوانين .
3. قرارات رئيس الجمهورية .
4. قرارات رئيس مجلس الوزراء المفوض بها من السيد رئيس الجمهورية .
5. قرارات لجنة شئون الأحزاب السياسية .
6. أحكام المحكمة الدستورية العليا .
7. بيانات منح الأوسمة والنياشين .

## الوقائع المصرية
الوقائع المصرية ملحقاً للجريدة الرسمية وتصدر يومياً ما عدا أيام الجمع والعطلات الرسمية والمواد التي تنشر بها
1. قرارات رئيس مجلس الوزراء.
2. القرارات الوزارية .
3. قرارات المحافظين .
4. قرارات شهر الأندية وتشكيل مجالس إدارتها .
5. ملخصات تأسيس الجمعيات بجميع أنواعها .
6. إعلانات الحجوزات والمناقصات والمزايدات وإعلانات المصالح الحكومية وفقد الشيكات .
7. موضوعات أخرى تقتضي القوانين والقرارات ضرورة نشرها .

## إجراءات الحصول على صورة طبق الأصل من القوانين والقرارات[1]
1. في حالة عدم رغبة العميل للتصوير والاكتفاء بالإطلاع على المادة المطلوبة يحصل ثلاثة جنيهات كرسم اطلاع وفي حالة الرغبة في النسخ اليدوي للمادة المطلوبة يزاد الرسم إلى عشرة جنيهات.
2. في حالة الرغبة في اعتماد الصفحات المصورة كصورة طبق الأصل وبخاتم الجمهورية يضاف إلى إجمالي مقابل التصوير مبلغ خمسة جنيهات مهما كانت عدد الصفحات المصورة علاوة على قيمة الدمغات والضرائب والرسوم المقررة من الدولة.

| السنوات               | الشركات والهيئات والوزارات ومصالحها | السعر للجمهور |
| --------------------- | ----------------------------------- | ------------- |
| من عام 2005 حتى 2010  | 1 جنية                              | 50 قرش        |
| من عام 1999 حتى 2004  | 1.50 جنية                           | 1 جنية        |
| من عام 1993 حتى 1998  | 2 جنيـه                             | 1.50 جنيـه    |
| من عام 1987 حتى 1992  | 2.50 جنيـه                          | 2 جنيـه       |
| من عام 1981 حتى 1986  | 3 جنيـه                             | 2.50 جنيـه    |
| من عام 1975 حتى 1980  | 4 جنيـه                             | 3 جنيـه       |
| من عام 1974 وما قبلها | 5 جنيـه                             | 3.5 جنيـه     |